# Горненский заказник
Горненский заказник — государственный природный заказник, особо охраняемая территория областного значения в Красносулинском районе Ростовской области, располагается вблизи города Шахты, граничит с полями и шахтёрскими посёлками. Заказник состоит из 5 кластерных участков, общая площадь которых составляет 8628,96 га.

## История
В 1876 году на территории современного заказника началось степное лесоразведение. Его границы включают в себя территории бывшего Горненского государственного охотничьего заказника, в составе которого с 1974 года было Донское учебно-опытное хозяйство Новочеркасского инженерно-мелиоративного института.
В 1930-х годах был заложен первый дендрарий, а в коллекции второго числились многие виды древесных растений. Современный дендрарий, созданный в 1973 году, расположен в 21 квадрате, размер его площади составляет 9,5 гектар. Семена и растения для его организации привозили из Главного ботанического сада АН СССР, ботанического сада Ростовского государственного университета, Центрального республиканского ботанического сада АН Украинской ССР. На сегодняшний день в дендрарии находится 182 вида древесных и кустарных растений из разных стран. В нынешних границах заказник был создан в 2014 году.

## Описание
Горненский заказник состоит преимущественно из равнинной территории, но некоторая его часть занята оврагами и реками. В территорию заказника частично входит бывший государственный охотничий заказник и земельные территории Донлесхоза.

## Флора
В заказнике встречается растительность разнотравно-ковыльно-типчаковой степи. Растёт дуб, сосна, клён, вяз, ясень и многие другие виды. Зафиксировано наличие 155 видов высших цветковых растений. Распространён ковыль украинский, ковыль Лессинга, тысячелистник обыкновенный, донник лекарственный, пырей ползучий, пижма обыкновенная, мятлик узколистый, донник лекарственный, лисохвост луговой, девясил германский, цикорий обыкновенный, полынь горькая, василёк раскидистый, шпорник метельчатый, молочаи. На территории природоохранной территории сохранились растения, которые были занесены в книгу «Редкие и исчезающие виды растений, грибов и лишайников Ростовской области» 1996 года. Среди них: ковыль красивейший, тюльпан Биберштейна, василёк русский. Представлено несколько видов лекарственных растений: зверобой обыкновенный, полынь горькая, водяной перец, горец птичий, пастушья сумка, пустырник пятилопастый, чабрец, валериана лекарственная, тысячелистник обыкновенный.

## Фауна
Фауна Горненского заказника представлена разнообразными видами. Водятся беспозвоночные виды: дозорщик-повелитель, стрекоза перевязанная, сколопендра кольчатая, червь эйзения Гордеева, красотка-девушка, красотка-блестящая, крокотемис красный, красотел пахучий, дыбка степная, волнистый брахицерус, жук-олень, шмель армянский, мелиттурга булавоусная, мегахила окрыглая, сколия-гигант, сколия степная, поликсена, ктырь гигантский, чёрный аполлон, каллимах, бражник Прозерпина, бражник дубовый, медведица Гера.
Пресмыкающиеся представлены несколькими, немногочисленными видами. Встречается водяной уж, обыкновенный уж, прыткая ящерица. Реже можно увидеть медянку, степную гадюку, желтобрюхого полоза. В водоёмах обитает болотная черепаха.
Среди земневодных преобладают такие виды: краснобрюхая жерлянка, озёрная лягушка, зелёная жаба и обыкновенная чесночница.
Водятся млекопитающие: ёж белогрудый, малая бурозубка, обыкновенная бурозубка, обычная лисица, волк, енотовидная собака, лесная куница, барсук, ласка, степной хорек.
Парнокопытные представлены такими видами: европейский олень, кабан, лось, европейская косуля. Обитает заяц-русак. В водоёмах водятся водяная полёвка и ондатра. В ноябре 2016 года стало известно о том, что на территорию заказника подселили 10 муфлонов. До конца 2016 года на природоохраняемой территории должны были появится такие виды, как белохвостый орлан и филин. Также власти предпринимают меры, для того, чтобы популяция лося, лани и оленя пятнистого была восстановлена.
Встречаются виды, занесённые в Красную книгу РФ : европейский тювик, дрофа, филин, перевязка, балобан, малый подорлик, и некоторые виды, считающиеся редкими на территории Ростовской области.
Древесно-кустарная растительность, которая преобладает на территории заказника, способствует разнообразию видов птиц. В этой местности встречаются такие представители: большой и малый подорлики, канюк осоед, орел-карлик, тетеревятник, кобчик, европейский тювик, вальдшнеп, фазан, вяхирь, кольчатая горлица, обыкновенная горлица, сплюшка, козодой, большой пестрый дятел, седой дятел, кольчатая горлица, обыкновенная горлица, лесной конек, чернолобый сорокопут, свиристели, жулан, зяблик, дубонос, иволга.
Встречается серый гусь, кряква, лебедь-шипун, широконоска, журавль серый, коросель, камышница, чибис, лысуха, болотный лунь, журавль серый, коростель, серая рыжая цапля, малая белая цапля, малая выпь, большая поганка, серощекая поганка, малая поганка, малый зуек, ходулочник, зимородок, болотная камышевка, соловьиный сверчок, камышевая овсянка, турухтан, травник, бекас, озёрная чайка, болотная крачка, чирок-трескунок, кряква, поручейник, гаршнеп, соловьиный сверчок, камышовка-барсучок, дупель, в кустарниках можно увидеть варакушку. На открытых ландшафтах заказника водится полевой лунь, луговой лунь, перепел, серая куропатка, филин, дрофа, сизоворонка, полевой жаворонок, хохлатый жаворонок, розовый скворец, луковой чекан, просянка и многие другие. В зимний период орнитофауна представлена такими видами, какзимняк, тетеревятник, дербник, куропатка, фазан, кольчатая горлица, филин, ушастая сова, большой пестрый дятел, хохлатый жаворонок, серый сорокопут, седой дятел, перепелятник, ворон, свиристель, сойка, сорока, рябинник, большая синица, чёрный дрозд, крапивник, лазоревка, зяблик, щегол, пищуха.